# Twinless
Twinless é um filme de comédia ácida estadunidense de 2025 escrito e dirigido por James Sweeney. É estrelado por Dylan O'Brien e Sweeney, ao lado de Aisling Franciosi, Lauren Graham, Tasha Smith, Chris Perfetti, François Arnaud, Susan Park e Cree Cicchino.
Teve sua estreia mundial no Festival Sundance de Cinema de 2025 em 23 de janeiro de 2025 na Competição Dramática dos Estados Unidos, onde ganhou o Prêmio do Público.

## Enredo
Dois jovens iniciam uma amizade improvável e sexualmente intensa após se conhecerem em um grupo de apoio para gêmeos sem gêmeos.

## Elenco
- Dylan O'Brien como Roman / Rocky
- James Sweeney como Dennis
- Aisling Franciosi como Marcie

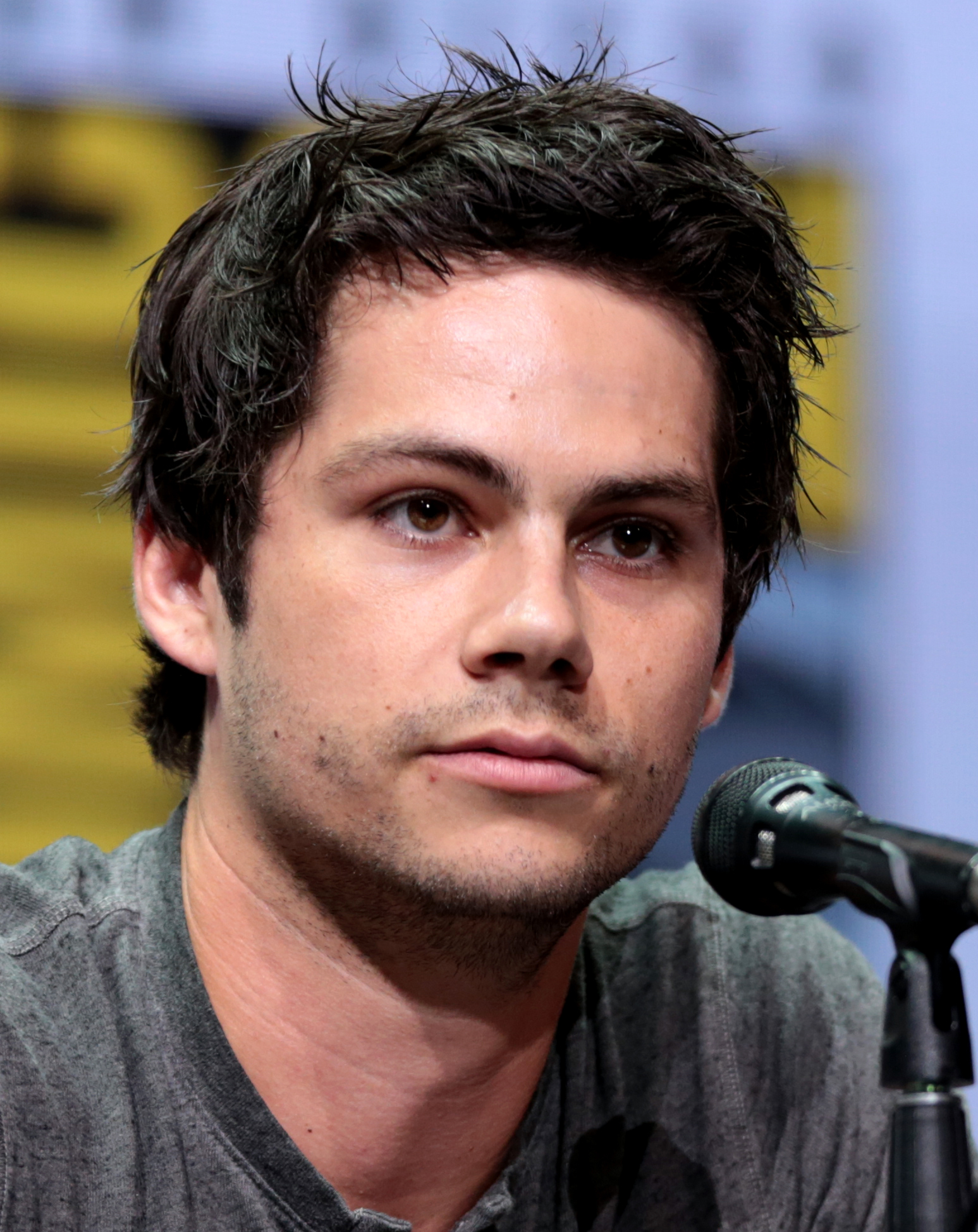
O filme é estrelado por Dylan O'Brien em um papel duplo.

- Lauren Graham como mãe de Rocky e Roman
- Tasha Smith como Charlotte
- Chris Perfetti
- François Arnaud
- Susan Park como Sage
- Cree Cicchino

## Produção
Em fevereiro de 2024, foi anunciado que Dylan O'Brien havia se juntado ao elenco do filme, com James Sweeney definido para dirigir e co-estrelar um roteiro que ele escreveu, David Permut definido para produzir e Republic Pictures definida para distribuir. Em maio de 2024, Aisling Franciosi e Lauren Graham se juntaram ao elenco do filme. Em agosto de 2024, Tasha Smith, Chris Perfetti, François Arnaud, Susan Park e Cree Cicchino se juntaram ao elenco do filme.
A filmagem ocorreu em Portland, Oregon.

## Lançamento

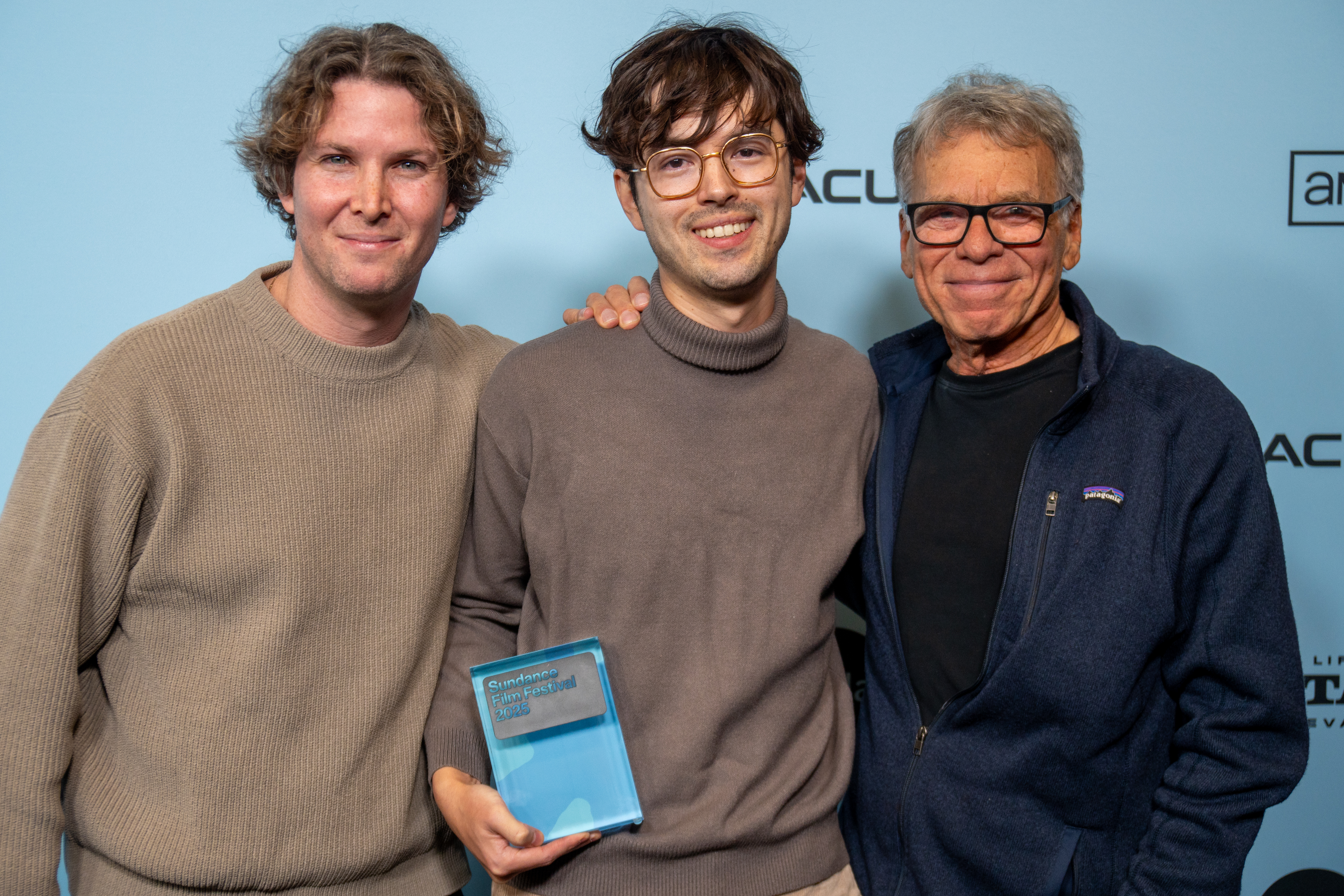
James Sweeney (centro) no Festival Sundance de Cinema de 2025, com o Prêmio do Público de Dramaturgia.

Twinless estreou na Competição Dramática dos Estados Unidos no Festival Sundance de Cinema de 2025 em 23 de janeiro de 2025.
Quando o filme foi disponibilizado aos espectadores do festival que optaram por assisti-lo remotamente online durante o Sundance, clipes gráficos e GIFs do filme mostrando o personagem de Dylan O'Brien fazendo sexo gay foram vazados online pelos fãs de O'Brien e compartilhados nas plataformas de mídia social X e Tumblr. Os clipes foram posteriormente retirados após reclamações de violação de direitos autorais terem sido registradas, e o próprio filme foi posteriormente removido da plataforma online do Sundance, causando indignação dos participantes do festival.

## Recepção
No site agregador de críticas Rotten Tomatoes, 97% das 34 avaliações dos críticos são positivas, com uma classificação média de 7,9/10. O Metacritic, que usa uma média ponderada, atribuiu ao filme uma pontuação de 81 em 100, com base em 13 críticos, indicando "aclamação universal".
Benjamin Lee, do The Guardian, chamou-o de "comédia sombria e inventiva", acrescentando que o "filme inteligente e altamente incomum ganha seu desafio de limites porque ele nunca perde de vista a tristeza humana inescapável em seu núcleo". Lovia Gyarkye, do The Hollywood Reporter, elogiou as atuações duplas de O'Brien e apreciou a habilidade de Sweeney em "alternar entre humor seco, devastação devastadora e pungência emocional".
Comentando sobre a direção de Sweeney, Peter Debruge da Variety escreveu: "Em seu segundo filme, o talentoso jovem diretor demonstra um sofisticado senso de enquadramento, ritmo e tensão dramática extremamente desconfortável".

## Prêmios e indicações
| Associações                                      | Data da cerimônia     | Categoria                                                         | Nomeações     | Resultado |
| ------------------------------------------------ | --------------------- | ----------------------------------------------------------------- | ------------- | --------- |
| Festival Internacional de Cinema de Palm Springs | 3 de janeiro de 2025  | Diretores para Assistir                                           | James Sweeney | Venceu    |
| Festival Sundance de Cinema                      | 31 de janeiro de 2025 | Grande Prêmio do Júri – Dramático dos Estados Unidos              | Twinless      | Indicado  |
| Festival Sundance de Cinema                      | 31 de janeiro de 2025 | Prêmio do Público – Dramático dos Estados Unidos                  | Twinless      | Venceu    |
| Festival Sundance de Cinema                      | 31 de janeiro de 2025 | Prêmio Especial do Júri Dramático dos Estados Unidos para Atuação | Dylan O'Brien | Venceu    |